# Брекало, Филип
Филип Брекало (хорв. Philip Brecalo; род. 20 января 2003) — хорватский футболист, защитник итальянской «Реджаны».

## Биография
Родился 20 января 2003 года в Загребе. Старший брат Филипа, Йосип Брекало играет за итальянскую «Фиорентину».

## Молодёжная карьера
Начал карьеру в Загребском Динамо до 15, 17 и 19 лет. Проводил неплохие игры и был частью основного состава. В 2021 перешёл в Динамо Загреб II.

## Клубная карьера
Первым взрослым профессиональным клуб стал «Динамо Загреб II». За него Филип провёл 26 матчей. В 2022 году перешёл в «Динамо Загреб», где карьера не сложилась, было большое количество аренд. В сезоне 2022/23 на правах аренды выступал в Хорватском клубе «Вараждина». В 2023 году уехал в аренду на полгода в Словенский клуб «Горица». Осенью 2023 года ушел в аренду на полгода в Хорватский клуб «Дугополье», а уже зимой перешёл в Боснийский клуб «Зриньски» также на правах аренды. В Боснии выиграл Кубок Боснии и Герцеговины.
В 2024 перешёл в «Реджану». Подписал контракт на 1 год.

## Международная карьера
Брекало — бывший игрок сборной Хорватии. Он играл за сборную Хорватии до 17 лет в квалификации чемпионата Европы среди юношей до 17 лет 2019 года.

## Достижения
- Кубок Боснии и Герцеговины (2024)[5]